# Petrochelidon fluvicola
Petrochelidon fluvicola là một loài chim trong họ Hirundinidae.